# Don McFarlane (Leichtathlet, 1931)
Don McFarlane (eigentlich James Donald McFarlane; * 10. Juni 1931 in Toronto) ist ein ehemaliger kanadischer Sprinter.
Bei den Olympischen Spielen 1952 in Helsinki erreichte er über 200 m das Viertelfinale und schied über 100 m und in der 4-mal-100-Meter-Staffel im Vorlauf aus.
1954 gewann er bei den British Empire and Commonwealth Games in Vancouver Silber über 100 Yards und mit der kanadischen Mannschaft Gold in der 4-mal-110-Meter-Staffel.
1952 wurde er Kanadischer Meister über 100 m, 1953 über 100 Yards.
Er startete für den Hamilton Olympic Club.

## Persönliche Bestzeiten
- 100 m: 10,5 s, 27. Juni 1952, Hamilton
- 220 Yards: 21,4 s, 1953 (entspricht 21,3 s über 200 m)